# Aldonza de Mendoza
Aldonza de Mendoza (ca. 1380 - 1435) era hija del primer matrimonio entre Diego Hurtado de Mendoza y María Enríquez de Castilla (hija bastarda de Enrique II) y hermana de Íñigo López de Mendoza, I marqués de Santillana.

## Juventud y primeros años
Pocos años después de la muerte de su madre, Diego Hurtado contrajo segundas nupcias con Leonor de la Vega, con la que Aldonza nunca se entendería bien. Su padre, que era infiel a su nueva esposa, falleció en 1404 cuando se encontraba en Guadalajara con su hija, mientras visitaba a su amante Mencía de Ayala, buena amiga de Aldonza. Tras la muerte de su padre, Aldonza heredó numerosas propiedades en Toledo, y en otras villas como Tendilla y Cogolludo.
No obstante, entró en litigio con su hermano y su madrastra por otras propiedades familiares como el castillo de Manzanares el Real en la actual Comunidad de Madrid, del que se apoderó de facto.

## Matrimonio

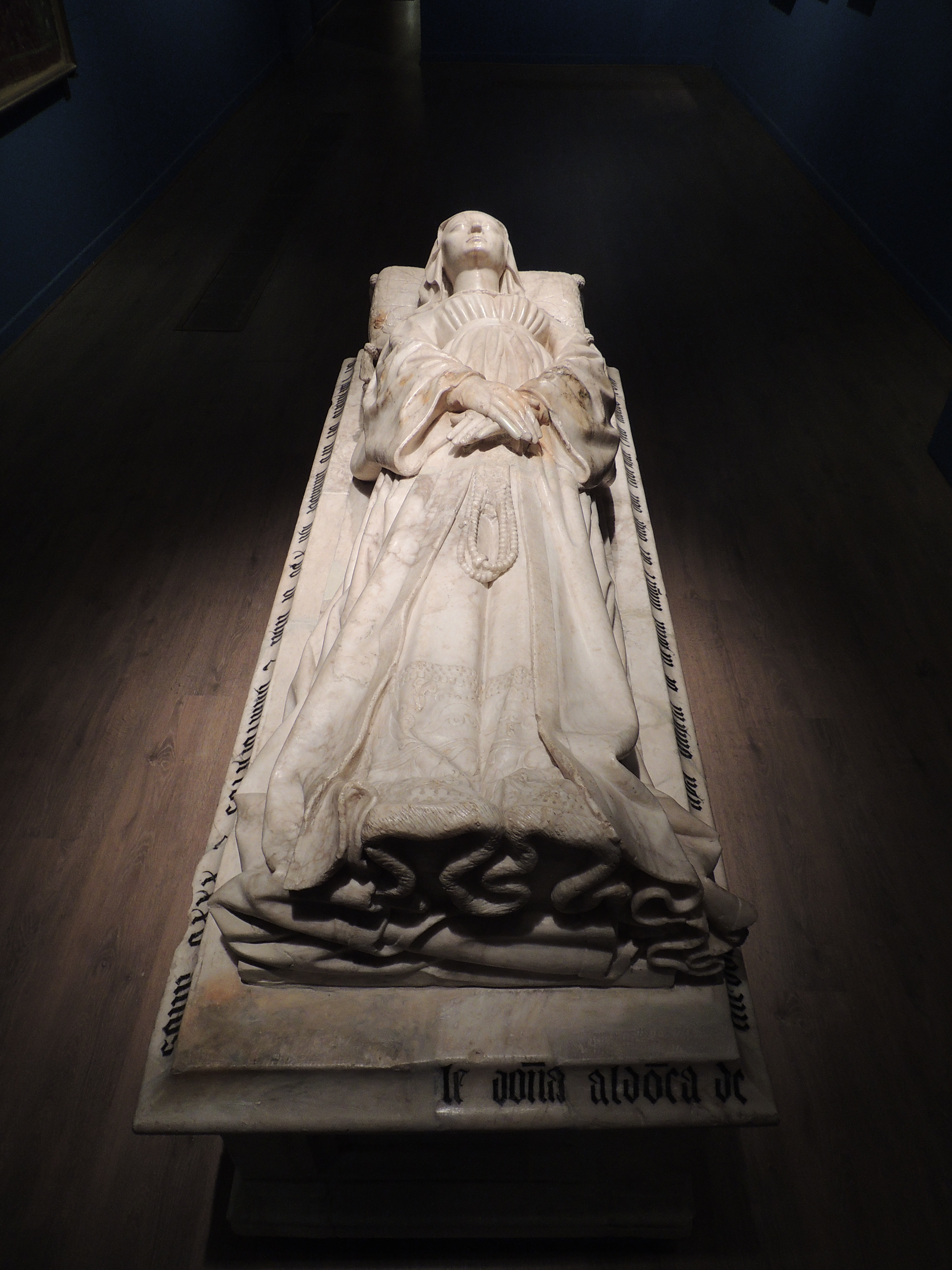
Sepulcro de Aldonza de Mendoza en el Museo Provincial de Guadalajara.

En febrero de 1405, y necesitada de apoyos en la batalla por la herencia, contrajo matrimonio en Olmedo con Fadrique Enríquez de Castilla, conde de Trastámara y futuro duque de Arjona, que era, a su vez, hijo de Pedro Enríquez de Castilla y nieto de Fadrique Alfonso de Castilla, maestre de la Orden de Santiago. Sin embargo, su matrimonio resultó muy desgraciado, ya que Fadrique trató a su esposa con desprecio, pegándole y robándole, al igual que a muchas de sus amantes.
Mientras tanto, proseguían sus disputas con su hermano por la herencia de su padre. Finalmente, y tras varios procesos judiciales, el marqués de Santillana y su madre Leonor de la Vega consiguieron retener todas las propiedades que les correspondían, salvo el castillo de Manzanares.

## Fallecimiento
En 1430, y como consecuencia de sus intrigas, Fadrique murió encarcelado en el castillo de Peñafiel. Su viuda se retiró a Guadalajara donde, una vez hechas las paces con su hermano vivió tranquilamente hasta su fallecimiento en el pueblo de Espinosa de Henares el 16 de junio de 1435, dejando en herencia el castillo de Manzanares a su hermano y entregando el resto de sus posesiones para fines benéficos.